# Лесик, Павел Иванович
Павел Иванович Лесик (Лёсик) (1907, Симферополь — 1971) - советский комсомольский и партийный деятель. 1-й секретарь Севастопольского горкома ВКП(б). Депутат Верховного Совета РСФСР II созыва (1947-1951).

## Биография
Родился в 1907 году в Симферополе в мещанской семье.  В 1915-1919 годах обучался в церковно-приходской школе Симферополя. Работал слесарем в Симферопольском депо. В 1927 году окончил школу ФЗУ в Керчи. Член ВКП(б) с 1929 года.
В 1929-1930 году заведующий отделом труда и образования молодежи Симферопольского райкома ВЛКСМ. В 1930-1931 годах секретарь комсомольского комитета Керченского металлургического завода. В 1931-1934 годах заведующий оргинструкторским отделом Крымского обкома ВЛКСМ. В 1934-1937 годах секретарь партийной организации котельно-сборного цеха, парторг ремонтных цехов, секретарь партийной организации прокатного цеха Керченского металлургического завода. Закончил факультет особого назначения, в 1936 году курсы парторгов. 
В 1937-1941 годах 1-й секретарь Сталинского райкома ВКП(б) Керчи. В марте-июне 1941 года заведующий промышленным отделом Крымского обкома ВКП(б). В 1941-1942 годах 2-й секретарь Сталинского райкома ВКП(б) города Куйбышев. В 1942-1943 годах 3-й секретарь Куйбышевского горкома ВКП(б). С октября 1943 годах 2-й секретарь Симферопольского горкома ВКП(б). 
В апреле-мае 1944 проводил работу по документированию злодеяний немецко-румынских оккупантов в Крыму. 
С мая 1944 по сентябрь 1949 года 1-й секретарь Севастопольского горкома ВКП(б). Первой и основной задачей вновь пришедших советских органов власти было восстановление базы флота и города. Возглавили работы первый секретарь горкома ВКП(б) П. И. Лесик и председатель горисполкома В. П. Ефремов. 
В апреле 1945 года сопровождал супругу британского премьера Клементину Черчилль и показывал ей освобожденный Севастополь.
Депутат Верховного Совета РСФСР II созыва (1947-1951). 
1 сентября 1949 года освобожден от занимаемой должности, исключен из членов ВКП(б) "за попытку противопоставить городскую парторганизацию флоту, проведение местнической линии в подборе кадров, морально-бытовое разложение и неискренность, насаждение антипартийных методов". Опала связана со следствием по крымской ветке Ленинградского дела, когда были арестованы и расстреляны первый секретарь Крымского обкома Н. В. Соловьёв, ряд других секретарей осуждены, расстрелян заместитель командующего Черноморским флотом по политической части контр-адмирал П. Т. Бондаренко и другие. Лесик отделался относительно легко, исключением из партии.
Скончался в октябре 1971 года. 